# 埃爾西 (加利福尼亞州)
埃爾西（英語：Elsey）是位於美國加利福尼亞州比尤特縣的一個非建制地區。該地的面積和人口皆未知。

## 地理
埃爾西的座標為39°36′27″N 121°35′40″W / 39.60750°N 121.59444°W，而該地的平均海拔高度為199米（即653英尺）。